# Shadowland (magazine)

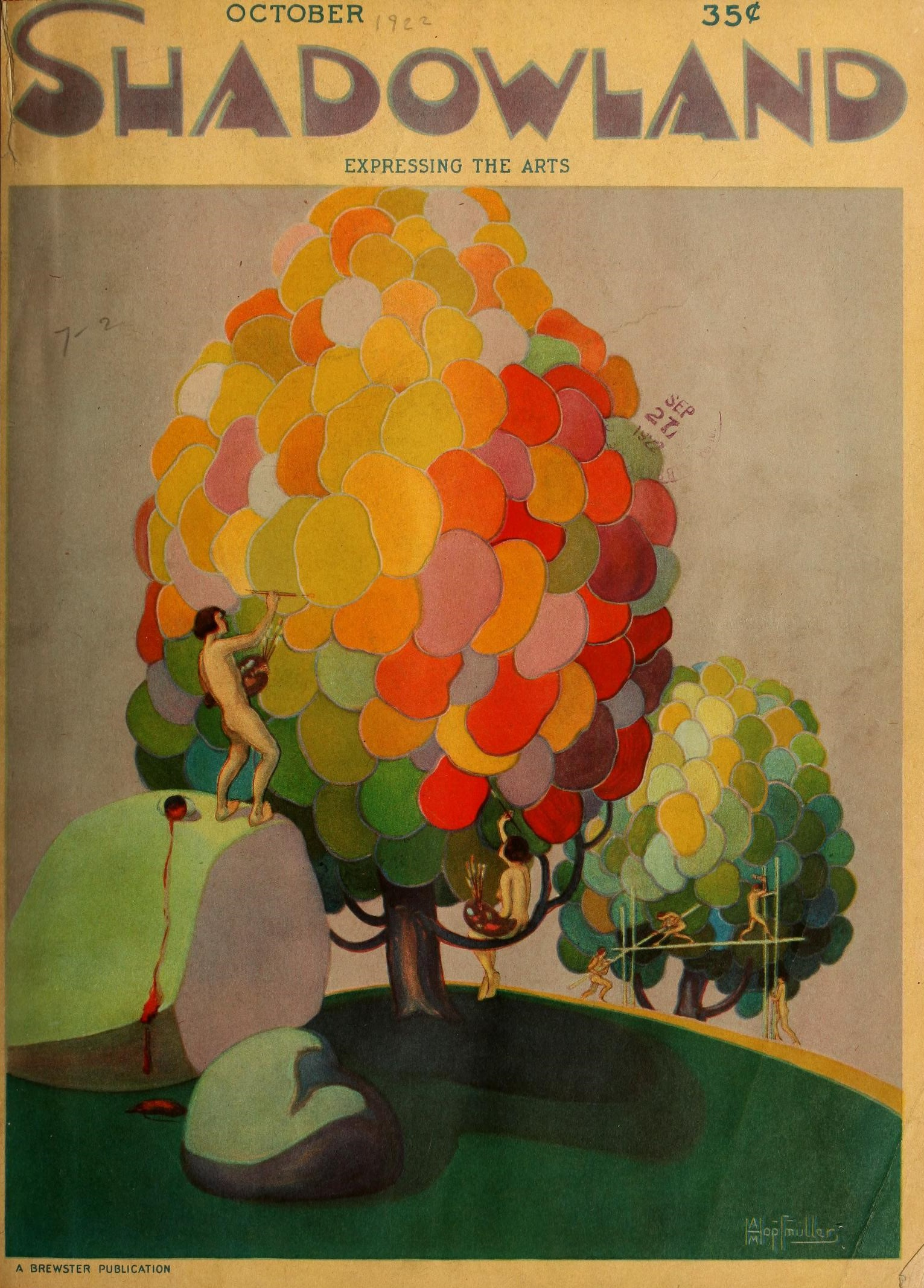
Magazine Shadowland d'octobre 1922.

Pour les articles homonymes, voir Shadowland.
Shadowland est un magazine d'art américain mensuel, publié entre 1919 et 1923, avant d'être absorbé par Motion Picture Magazine.

## Historique
Le premier numéro est paru en septembre 1919. Le sous-titre était « the Handsomest Magazine in the Whole World ». L'éditeur était M. P. Publishing Company dont le siège était à New York. Il présentait des illustrations de type Art déco, des caricatures, des photographies, de la poésie, et des articles concernant des artistes, acteurs, danseurs, le théâtre, et la musique. Ses couvertures étaient réalisées par A. M. Hopfmuller. Le dernier numéro est paru en novembre 1923. Il était considéré comme « le magazine le plus luxueux de la presse cinématographique américaine ».

## Galerie

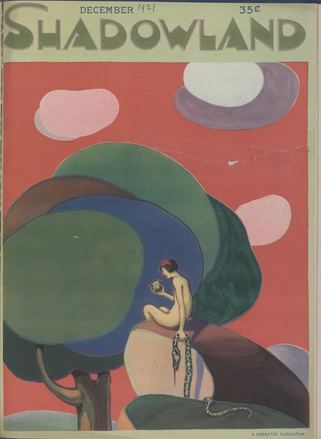
Couverture de décembre 1921
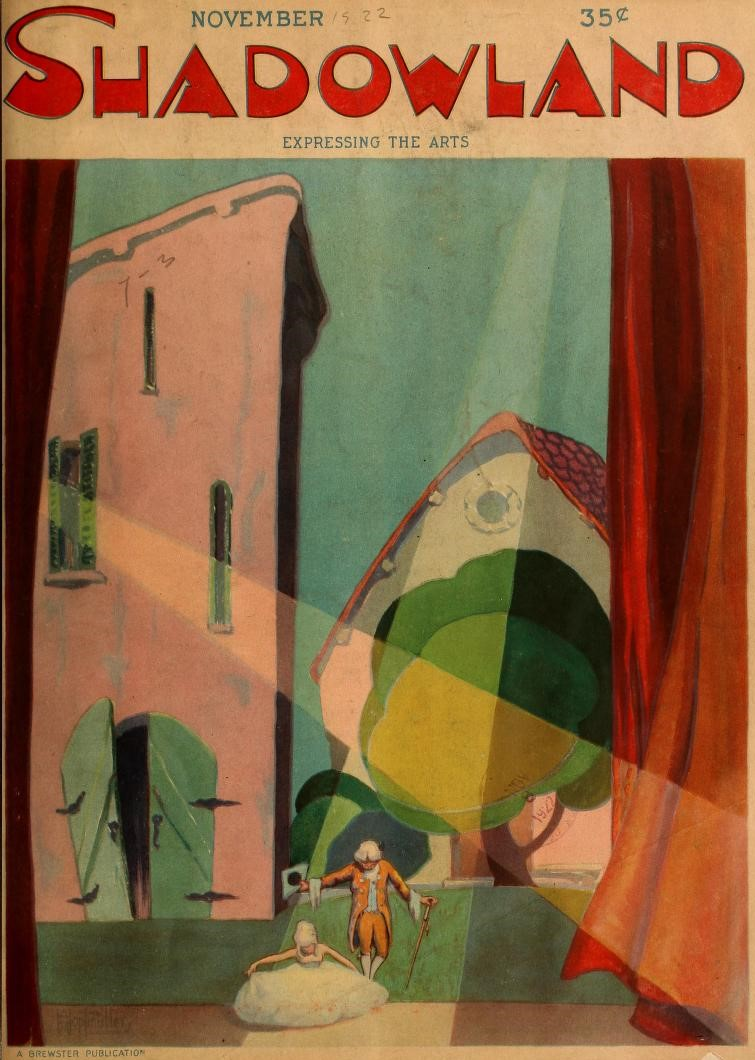
Couverture de novembre 1922
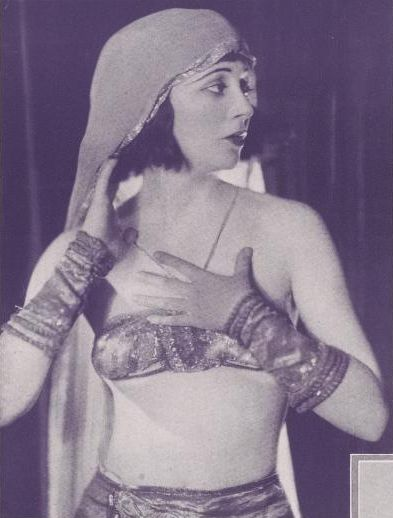
Vanda Hoff dans Shadowland d'avril 1921
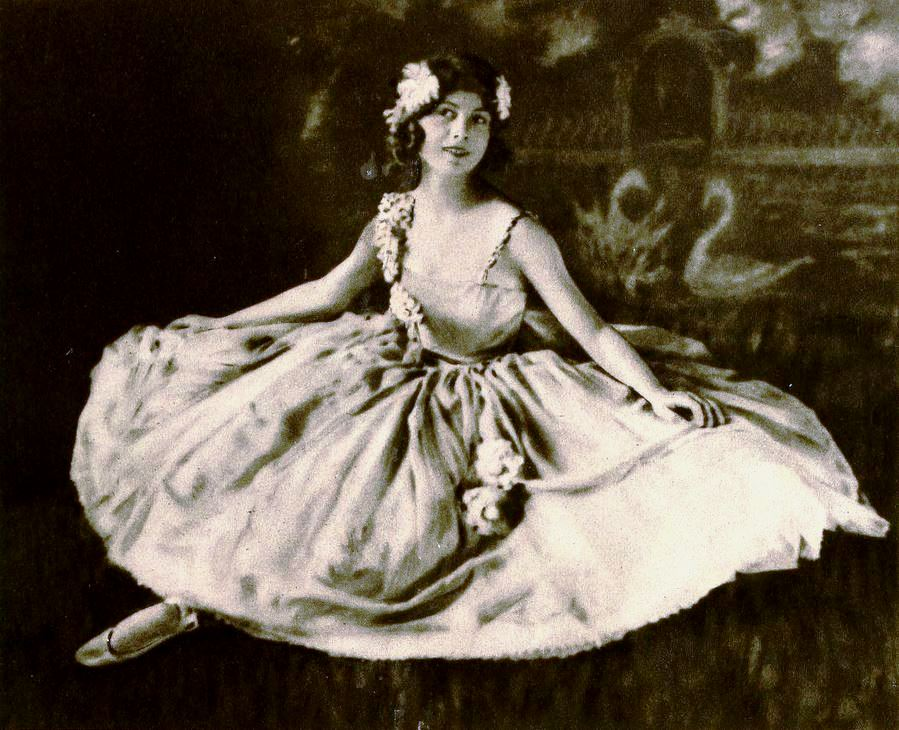
Anna Ludmilla dans Shadowland de décembre 1922
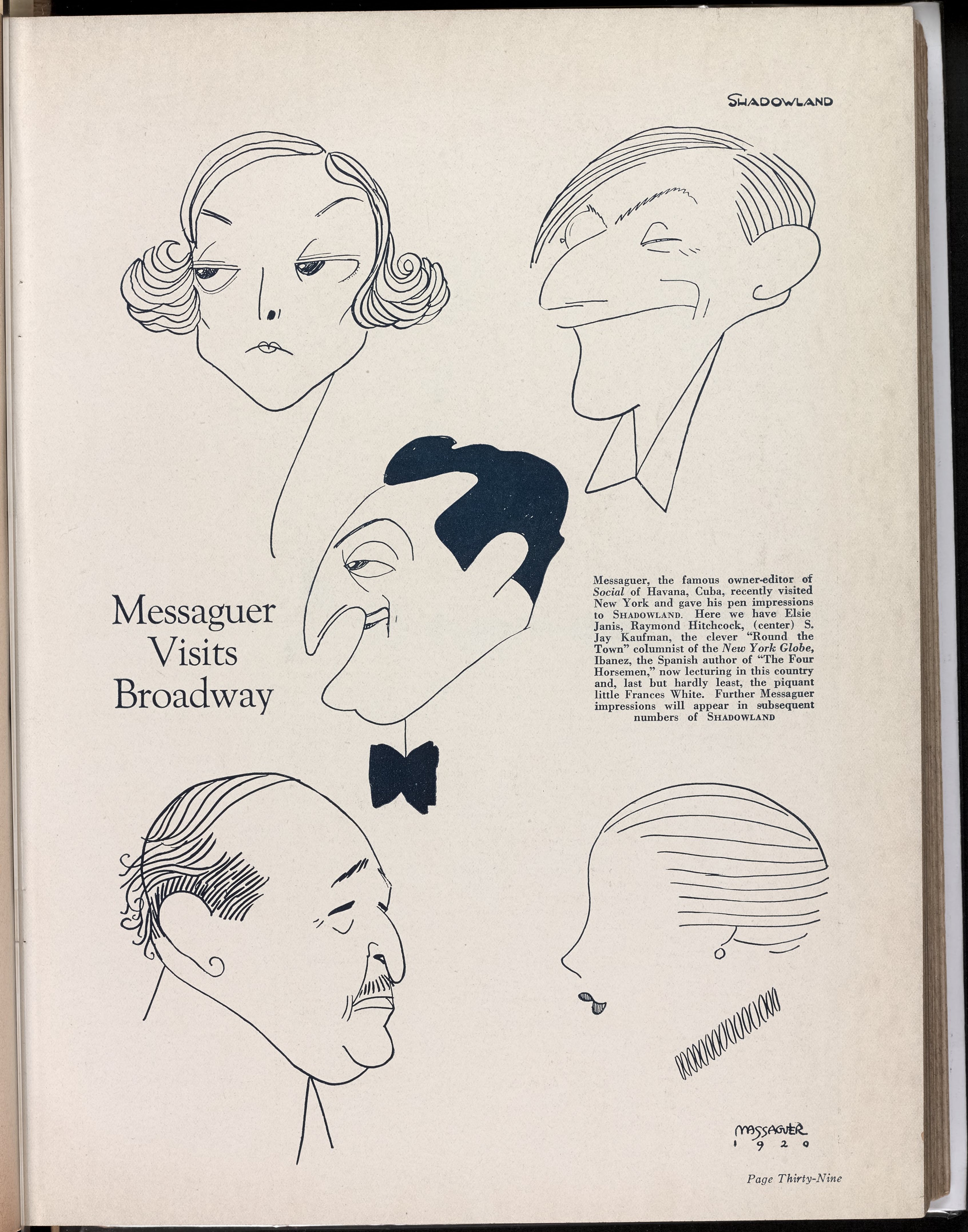
Caricatures parues dans Shadowland de juin 1920